# Вороблячин
Воробля́чин — село в Україні, у Яворівському районі Львівської області. Населення становить 601 осіб. Орган місцевого самоврядування — Яворівська міська рада.

## Населення
Станом на 1 січня 1939 року в селі мешкало 2180 мешканців, з них 1730 українців-грекокатоликів, 350 українців-римокатоликів, 10 поляків, 60 польських колоністів міжвоєнного періоду, 30 юдеїв.
Мова
Розподіл населення за рідною мовою за даними :
| Мова       | Кількість | Відсоток |
| ---------- | --------- | -------- |
| українська | 601       | 100%     |

## Історія
Вороблячин належить до найстарших місцевостей на Розточчі. У давньоруський період тут існувало оборонне місто, залишки якого відкрили археологи на вороблячинському урочищу «Замчисько». Вперше про село згадується в 1409 році. В той час мазовецький князь Земовит IV надав їй Прандоче з Високої в землі черської, цим самим започаткував існування ключа вороблячинських, а пізніше немирівських маєтків. Віддалені культурні традиції свідчать про роль поселення, яку відігравало у минулому, а в певній сфері і нині на шляху, що веде через Розточчя, між Явором і Равою Руською.
Важливе значення в історії села виконувала церква і місцева православна парафія, яка існувала вже на початку XVI століття. У наступному столітті, в 1670 році, Францішек Стадницький власник села, видав привілей, у якому підтвердив надання попівства для Яреми Труша, зятя Михайла Поповича і його наступників. З часів Яна Собеського походила також дерев'яна церква, збудована у 1662 році.
Село належало до Равського повіту.
Дерев'яну церкву, розташовану в глибині села, у 1980 роках перенесено до заповідника в Києві.

## Сучасність
У сучасній панорамі села, яке можна побачити також з польської сторони кордону, відзначається мурована церква Преображення Господа нашого Ісуса Христа, збудована в 1922 році. Запроєктував її відомий архітектор Олександр Лушпинський.

## Відомі люди
Народилися
- Коцюба Віталій Миколайович (1982-2014) — Герой України, захисник Майдану .
- Леськів Андрій Ігорович (1970—2014) — український військовик, сержант Збройних сил України, учасник російсько-української війни.

## Галерея

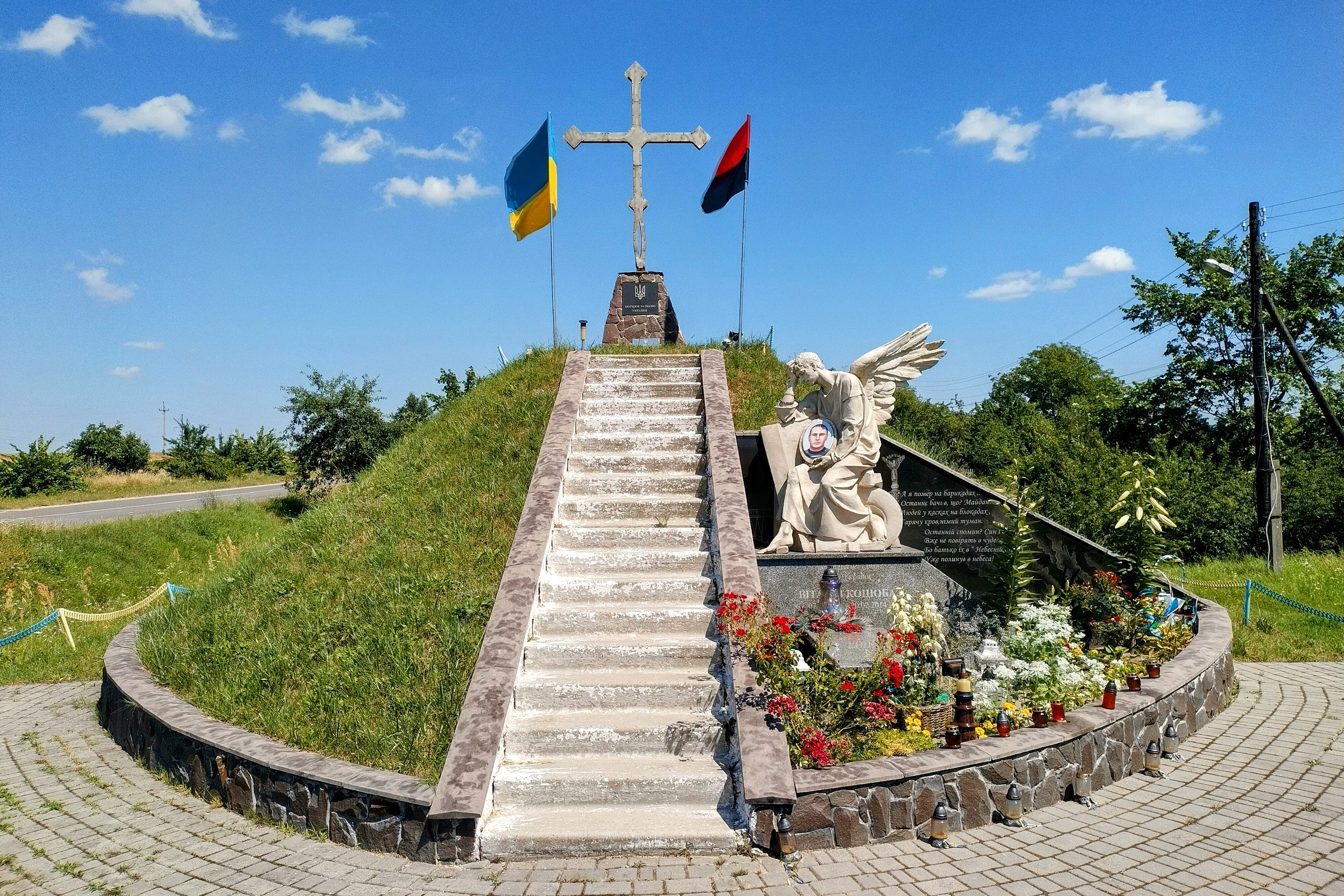
Меморіал «Борцям за волю України»
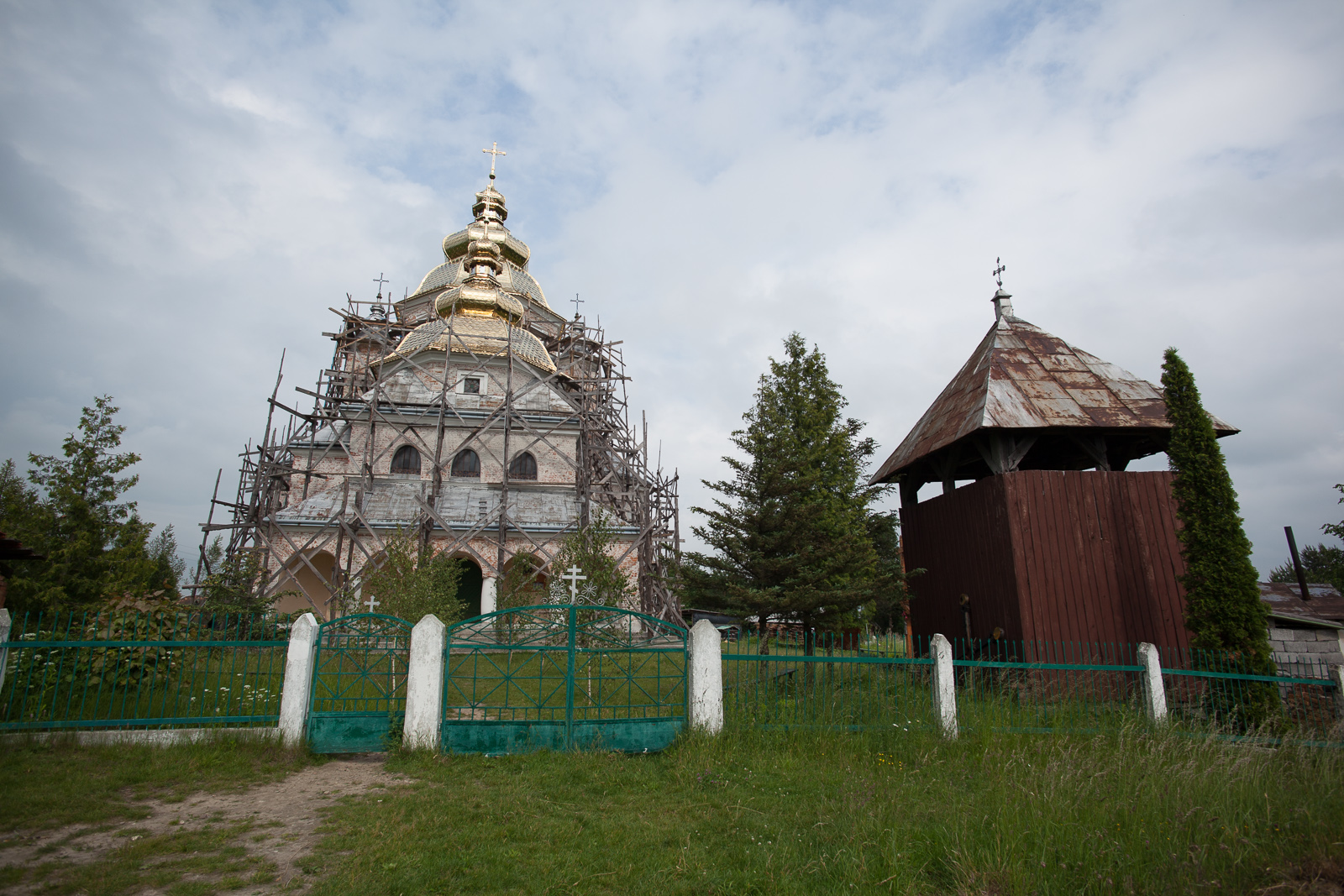
Дзвіниця церкви Різдва Пресвятої Богородиці (Петропавлівської церкви) XVIII ст.